# Rhynchomys soricoides
Rhynchomys soricoides är en däggdjursart som beskrevs av Thomas 1895. Rhynchomys soricoides ingår i släktet näsråttor, och familjen råttdjur. Inga underarter finns listade i Catalogue of Life.
Denna gnagare blir med svans 307 till 354 mm lång, svanslängden är 132 till 162 mm och viten ligger vid 133 till 225 g. Den mjuka och täta pälsen på ovansidan har en mörkbrun till gråbrun färg och undersidan är täckt av silvergrå päls. Några vita fläckar kan finnas på buken. Svansen är uppdelad i en mörkare ovansida och en ljusare undersida. Huvudet kännetecknas av en lång och spetsig nos, av långa morrhår, av små ögon och av ganska stora öron. Två par spenar finns på honans undersida. Rhynchomys soricoides har påfallande små framtänder och antalet molarer per käkhalva är två.
Arten förekommer på ön Luzon i norra Filippinerna. Den lever där i bergstrakter mellan 1600 och 2150 meter över havet. Habitatet är fuktiga skogar och andra områden med ett skikt av fuktigt löv på marken. Rhynchomys soricoides äter främst daggmaskar. Hos dräktiga honor registrerades en eller två embryon.
Individerna kan vara dag- och nattaktiva.
I bergskedjan Cordillera Central ersättes flera skogar med odlingsmark. Däremot återskapades skogarna i andra områden och antalet samt omfånget av bränder minskade. I skyddszoner som Balbalasang-Balbalan nationalpark är Rhynchomys soricoides vanligt förekommande. Enligt uppskattning minskade hela populationen under de gångna 10 åren med upp till 30 procent. IUCN kategoriserar arten globalt som nära hotad.